# アラン・エイクボーン
アラン・エイクボーン（Sir Alan Ayckbourn,  1939年4月12日 - ）は、イギリスの劇作家。
ロンドン生まれ。母は作家で、17歳で大学教育を離れ、ドナルド・ウィルフットの巡業劇団に加わり、俳優・舞台監督助手になる。1964年から1970年までBBCリーズ支局のラジオドラマ製作者。その後スカボロ図書館劇場に加わり、スティーブン・ジョゼフに師事し、製作責任者となる。1959年に戯曲第一作を発表、1965年の「相手の出方に合わせて」が上演され注目される。1975年の「ベッドルーム・ファース」などで名をあげる。
日本でも数多く上演され、「恋の三重奏」「ドアをあけると…」などが知られ、三谷幸喜はニール・サイモンと並んでエイクボーンに影響を受けたという。

## 日本語訳
- 『ベッドルーム・ファース アラン・エイクボーン戯曲集』水野義一訳 新水社 英米秀作戯曲シリーズ 1981
- 「アーニーの超幻覚症状」中西由美訳『イギリス一幕劇集 1』劇書房 1982
- 『アラン・エイクボーン戯曲集』出戸一幸訳 新水社 2001（こちらがあたしのお父さん. ばらばら. ハッピィ・バースデイ・トゥ・ミィ. 見えない友達. ドアをあけると…）
- 『僕の妹サディ・ゲームプラン アランエイクボーン最新戯曲集』出戸一幸訳 カモミール社 2005

## 研究書
- 出戸一幸『アラン・エイクボーン 挑戦の軌跡』新水社 2003